# Саликс (Ајова)
Саликс (енгл. Salix) град је у америчкој савезној држави Ајова. По попису становништва из 2010. у њему је живело 363 становника.

## Демографија
Према попису становништва из 2010. у граду је живело 363 становника, што је -7 (-1.9%) становника више него 2000. године.
| Група             | 2000.        | 2010.       |
| Белци             | 370 (100.0%) | 341 (93,9%) |
| Афроамериканци    | 0 (0,0%)     | 0 (0,0%)    |
| Азијати           | 0 (0,0%)     | 6 (1,7%)    |
| Хиспаноамериканци | 0 (0,0%)     | 4 (1,1%)    |
| Укупно            | 370          | 363         |